# Bruno Garzena
Bruno Garzena, né le 2 février 1933 à Venaria Reale (province de Turin) et mort le 30 juillet 2024, est un joueur international de football italien, qui joue  au poste de défenseur, entre 1952 et 1966.

## Biographie

### Carrière de club
Bruno Garzena commence sa carrière professionnelle au club formateur de sa région, la Juventus Football Club.
Il joue son premier match professionnel le 10 mai 1953 lors d'une victoire en championnat 2-1 sur l'Inter. Il joue ensuite une saison avec un autre club du piémontais, l'Unione Sportiva Alessandria 1912, club de Serie B, avant de retourner à la Juve, où il restera en tout 6 saisons.
Avec le club de Turin, il remporte deux scudetti (titres de champions d'Italie) et deux Coppa Italia (coupe d'Italie).
Surnommé le Falco di Venaria, il signe en 1960 avec le Lanerossi Vicence sous forme de prêt, avant de retourner à la Juventus pour la saison de Série A de 1961-1962.
Il termine sa carrière dans différents clubs tels que le Modène Football Club ou la Società Sportiva Calcio Napoli.

### Carrière en sélection
Le 23 mars 1958, il effectue sa première et seule sélection avec l'équipe nationale d'Italie, à Vienne, lors d'un match de Coupe internationale contre l'Autriche.

### Décès
Bruno Garzena meurt le 30 juillet 2024, âgé de 91 ans.

## Palmarès
Juventus
- Championnat d'Italie (2) :
  - Champion : 1957-58 et 1959-60.
  - Vice-champion : 1952-53.

- Coupe d'Italie (2) :
  - Vainqueur : 1958-59 et 1959-60.